# Jochen Müller (Fußballspieler, 1963)
Jochen Müller (* 18. April 1963) ist ein ehemaliger deutscher Fußballspieler.

## Werdegang
Müller begann mit dem Fußballspielen in seinem Heimatort beim FC Erbach, mit dem er im DFB-Pokal 1985/86 in die zweite Hauptrunde einzog. 1986 wechselte er zum SV Waldhof Mannheim in die Bundesliga, wo der Abwehr- und Mittelfeldspieler bis zum Abstieg in die 2. Bundesliga im Sommer 1990 97 Bundesligaspiele absolvierte, in denen er zwei Tore erzielte. Als Profi hielt er den Mannheimern noch ein weiteres Jahr in der Zweitklassigkeit die Treue, in der der Verein den direkten Wiederaufstieg verpasste. Als Mittelfeldspieler stand Jochen Müller in 23 Ligaspielen der zweiten Liga für den SVW auf dem Platz und schoss zwei Tore.
1991 wechselte Müller als bis dato erster deutscher Fußballspieler zum schottischen Klub Dundee United, wobei sein bisheriger Klub dem Wechsel erst zustimmte, nachdem der Spieler auf noch ausstehende 18.000 D-Mark Gehalt schriftlich verzichtet hatte. Bereits kurze Zeit später verletzte er sich jedoch schwer und musste nach einer Bandscheibenoperation seine Karriere beenden.
Im Anschluss an seine aktive Laufbahn engagierte sich Müller im Nachwuchsbereich, arbeitete als Fußballtrainer – unter anderem beim FC 1909 Hirschhorn – und arbeitete für den Südwestdeutschen Fußballverband, am Mannheimer DFB-Stützpunkt und der 1. Fussballschule Rhein-Neckar, ehe er im Juli 2007 als Nachwuchstrainer zum SV Waldhof zurückkehrte.